# کلاویا کل
کلاویا کُل (ایتالیایی: Claudia Koll؛ زادهٔ ۱۷ مهٔ ۱۹۶۵) بازیگر اهل ایتالیا است.
از فیلم‌ها یا مجموعه‌های تلویزیونی که وی در آن‌ها نقش داشته‌است، می‌توان به معجزه ایتالیایی و همه زن‌ها اینگونه‌اند اشاره نمود.